# Donald Antrim
Donald Antrim (Sarasota, 16 settembre 1958) è uno scrittore statunitense.
Esordisce nel 1993 col romanzo Votate Robinson per un mondo migliore, accolto entusiasticamente dalla critica, che lo definì «un Calvino col rasoio più affilato».
Nel 1999 il New Yorker lo segnalò tra i "venti scrittori per il nuovo secolo".

## Opere

### Romanzi
- Votate Robinson per un mondo migliore (Elect Mr. Robinson for a Better World, 1993), trad. di Matteo Colombo, Roma, Minimum fax, 2002.
- I cento fratelli (The Hundred Brothers, 1998), trad. di M. Colombo, Roma, Minimum fax, 2004, ISBN 978-88-752-1035-9.
- Il verificazionista ( The Verificationist, 2000), trad. di M. Colombo, Roma, Minimum fax, 2007.

### Racconti

#### Collezioni
- La luce smeraldo nell'aria, traduzione di Cristiana Mennnella, Collana Supercoralli, Torino, Einaudi, 2016, ISBN 978-88-062-2519-3.

###### Racconti estrapolati dai romanzi
- "Y Chromosome" (New Yorker, 18 novembre 1996) [da The Hundred Brothers]
- “The Pancake Supper" (New Yorker, 7 dicembre 1999) [da The Verificationist]

### Saggistica
- La vita dopo (The Afterlife: A Memoir, 2006), trad. di M. Colombo, Collana Supercoralli, Torino, Einaudi, 2007, ISBN 978-88-061-7217-6.
- Un venerdí di aprile. Storia di suicidio e sopravvivenza (One Friday in April: A Story of Suicide and Survival, 2021), traduzione di Cristiana Mennella, Collana Supercoralli, Torino, Einaudi, 2025, ISBN 978-88-061-7218-3. [contiene: Black Mountain 1977, I Bought A Bed, A.K.A. Sam, Ad Nauseam, Church, The Kimono, A Man in the Kitchen, Fed, The Unprotected Life, Everywhere and Nowhere: A Journey Through Suicide]